# Марзубан ибн Мухаммад
Марзубан ибн Мухаммад (?-957) — эмир иранской области Азербайджан из династии Саларидов (Мусафиридов), правивший в 941(942)—957 гг.
Марзубан был сыном основателя династии Мусафиридов Мухаммада ибн Мусафира, правившего в Дейлеме. В 941 году Марзубан вместе с братом Вахсуданом свергли своего отца, который затем был заточён в крепости. В том же году Марзубан отправился на завоевание Азербайджана. Он захватил Ардебиль и Тебриз, затем распространил свою власть на Барду и Дербент. В 943 или 944 гг. русы совершили набег на Бердаа, захватив город. Марзубан в это время воевал в Сирии, но узнав о случившемся, собрал армию и подступил к городу. В это время произошло вторжение мосульских Хамданидов, из-за чего Марзубан вынужден был оставить этот город. Ему удалось вытеснить Хамданидов из Азербайджана, а затем в последующие годы подчинить своей власти Ширван. В 949 году он был разбит под Казвином Буидом Рукн ад-Даулой и попал в плен, откуда бежал только в 952 году. После его смерти в ноябре 957 года началась междусобная война.